# Dysphania aurilimbata
Dysphania aurilimbata är en fjärilsart som beskrevs av Moore 1878. Dysphania aurilimbata ingår i släktet Dysphania och familjen mätare. Inga underarter finns listade i Catalogue of Life.